# 彭世雄
彭世雄，元朝末年明朝初年人物，湖广行省保靖州安抚司土官。
他在元朝末年为保靖州安抚使。朱元璋起兵，彭世雄率属下归附，还是被明朝被任命为为保靖州安抚使。奉命率领土兵一万，为朱元璋作战，以功授为武略将军。准许世袭爵土。